# Чарлз Менрінг
Чарлз Девід Менрінг, або Чарлі Менрінг (англ. Charles David "Charley" Manring; 18 серпня 1929, Клівленд, Огайо, США — 7 серпня 1991, Бетесда, Меріленд, США) — американський академічний веслувальник. Олімпійський чемпіон (1952).

## Життєпис
Займатись академічним веслуванням розпочав під час навчання у Військово-морській академії.
На літніх Олімпійських іграх 1952 року в Гельсінкі (Фінляндія) став олімпійським чемпіоном як стерновий вісімки (з результатом 6:25.9).
Після закінчення академії продовжив кар'єру морського офіцера.